# Vladimír Zoubek (geolog)
Vladimír Zoubek (21. září 1903 Heřmanův Městec – 24. května 1995 Praha) byl český geolog.

## Životopis
Vystudoval gymnázium v Jindřichově Hradci, kde maturoval roku 1922. Ve studiu pokračovoval na Přírodovědecké fakultě Univerzity Karlovy v oboru geologie, kde získal doktorát v roce 1927.
V roce 1931 nastoupil do Státního geologického ústavu a působil v něm až do roku 1962. V letech 1954 až 1956 byl jeho ředitelem.
Již v roce 1936 publikoval přelomovou práci o geologii Západních Karpat, kde identifikoval tektonickou jednotku nyní zvanou Veporikum.
V 50. letech založil Geologický ústav akademie věd a následně v něm pracoval a v letech 1969 až 1974 ho vedl. V roce 1979 se stal vedoucím vědeckým pracovníkem nového Ústavu geologie a geotechniky.
Podílel se na vzniku geologické mapy Československa a tektonické mapy Evropy, zaměřoval se na petrologii, hlubinnou tektoniku a strukturní geologii. Zabýval se také geologickým výzkumem, zejména při výstavbě přehrad na Vltavě.
Byl viceprezidentem Mezinárodní unie geologických věd a členem výkonného výboru Mezinárodní asociace pro geologický výzkum hlubinných zón zemské kůry.

## Ocenění
V roce 1953 se stal členem korespondentem Československé akademie věd, v roce 1977 zahraničním členem Akademie věd Sovětského svazu. Roku 1953 byl vyznamenán Státní cenou Klementa Gottwalda, v roce 1974 Lomonosovovou medailí.